# Nordingrågranit

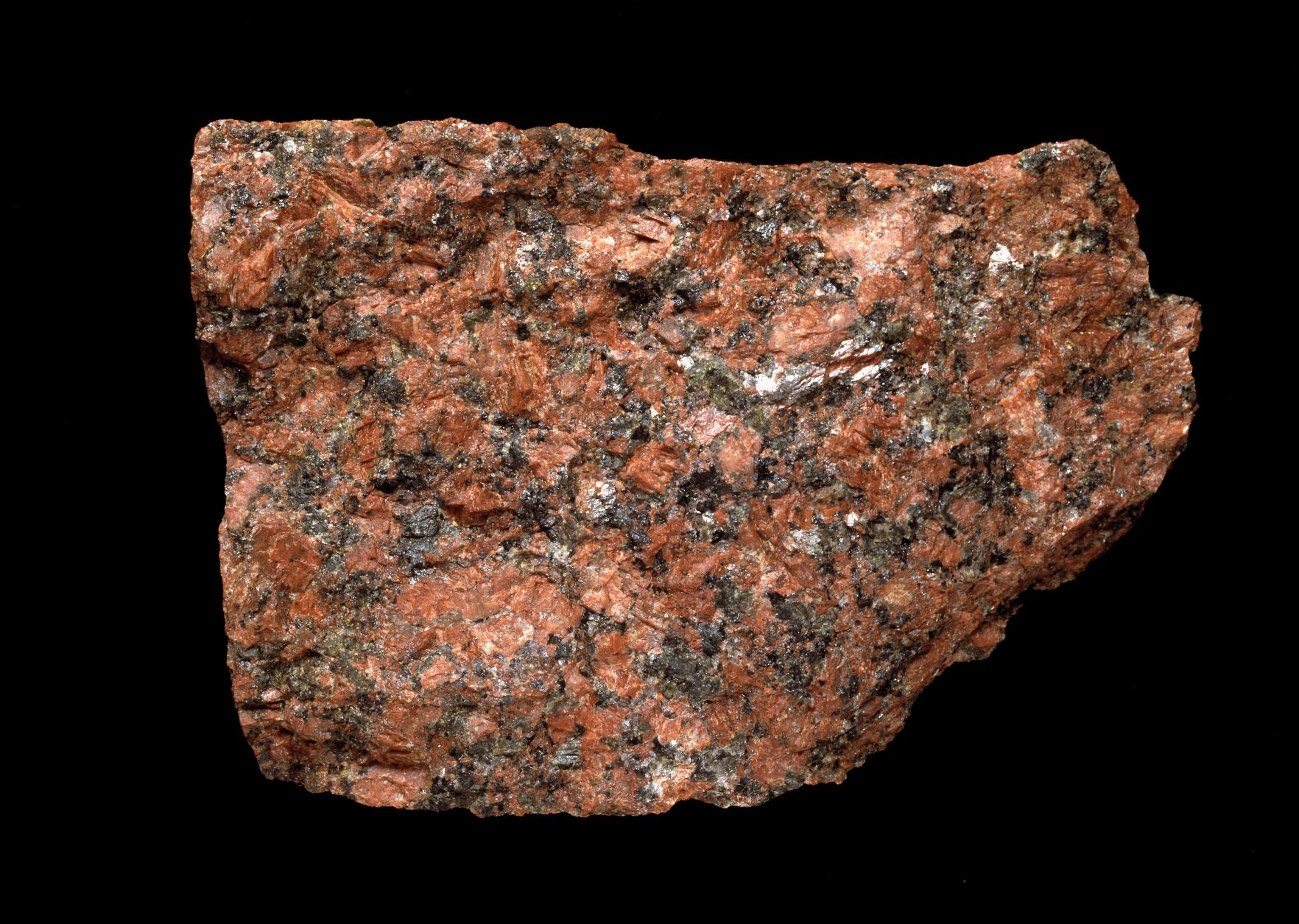
Nordingrågranit

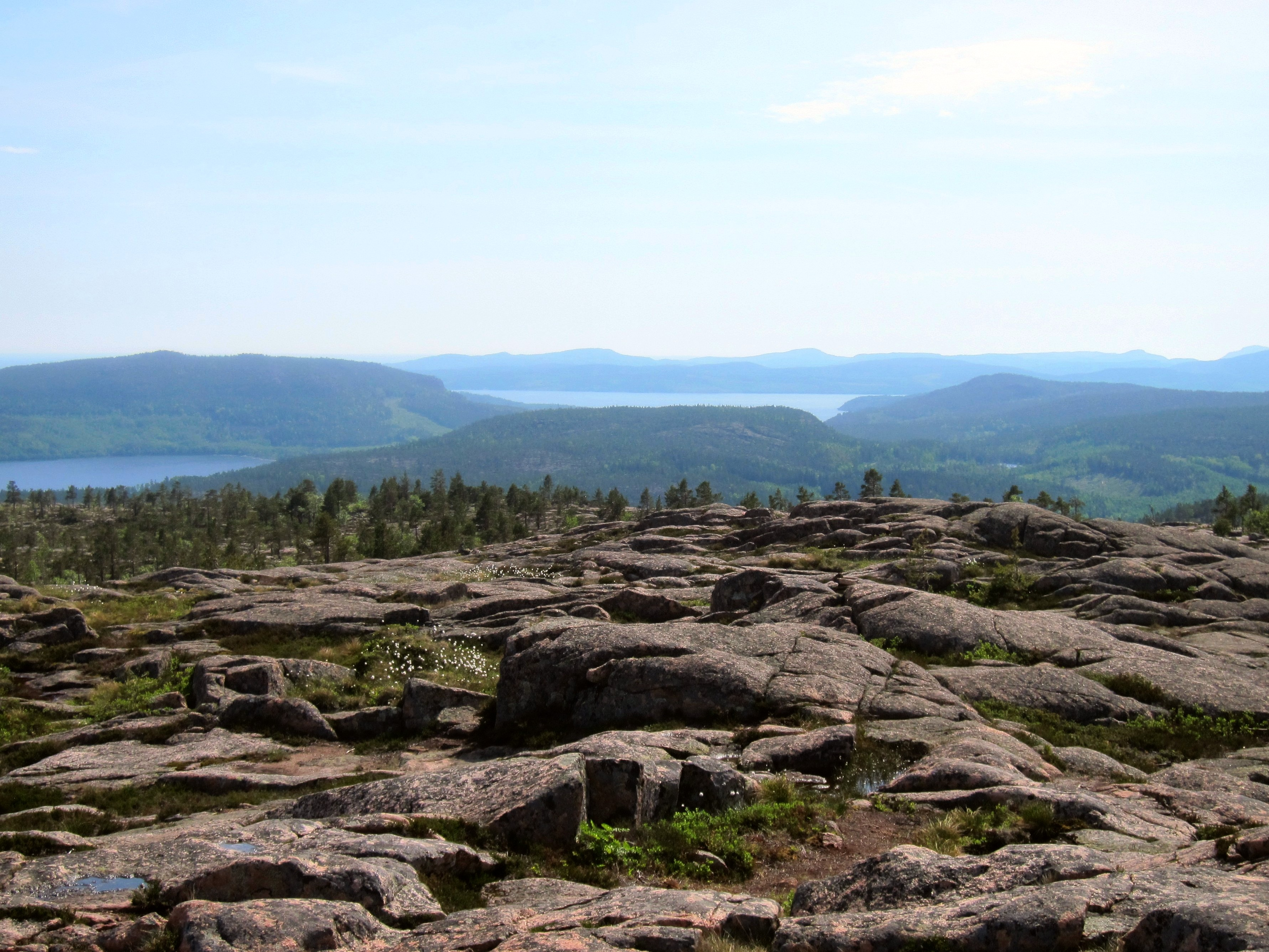
Skuleskogens nationalpark

Nordingrågranit är en kraftigt röd, grovkristallig granit av rapakivityp, som förekomner i trakten av Nordingrå. Förekomsten är den västra utposten av Bottniska batoliten, som nästan helt och hållet ligger i Bottniska bassängen under havsytan i Bottenviken, mellan Ångermanland och Österbotten. 
Nordingrågraniten syns i de höga bergsbranterna vid Ullångerfjärden och dominerar berggrunden i Skuleskogens nationalpark. Bergarten är lättvittrad och spricker lätt, vilket gjort att det finns en mängd klapperstensfält på Höga Kusten. Nordingrågraniten finns också på Ulvöarna och i Norrfällsvikens naturreservat.
Nordingrågranit är lik rapakivin i Finland och i Jämtland, men är yngre, drygt 1 550 miljoner år gammal. Den är Ångermanlands landskapssten. 

## Bildgalleri

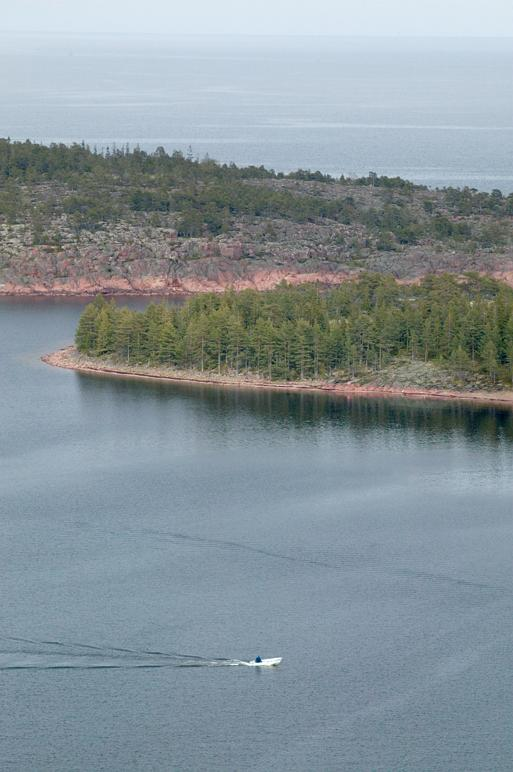
Ulvöarna
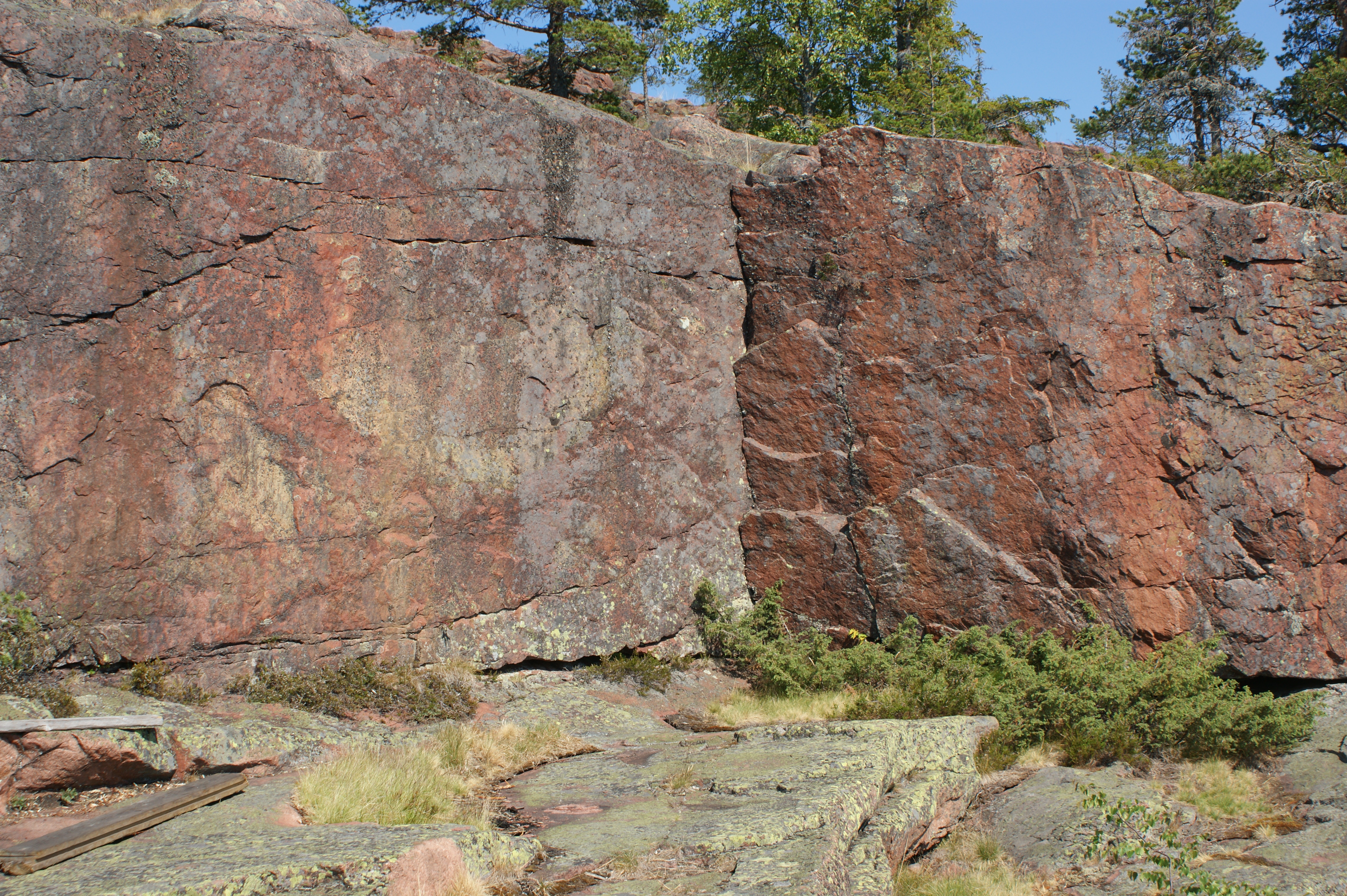
Höga kusten
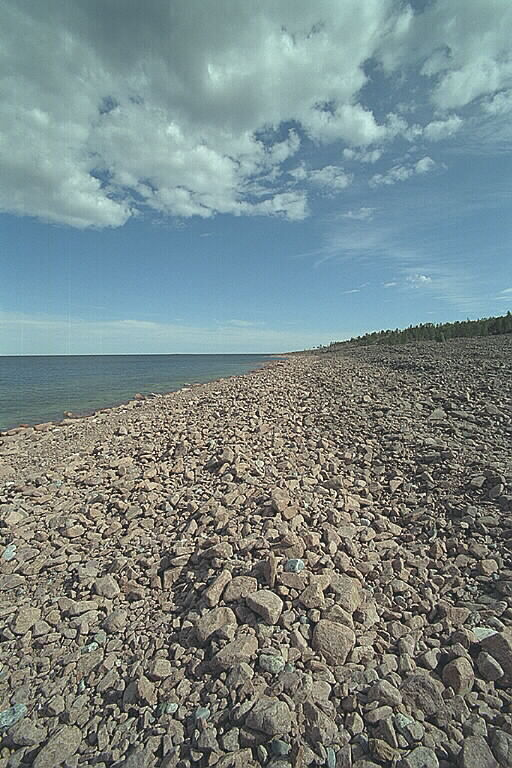
Klapperstensfält i Norrfällsvikens naturreservat